# Arterias centrales posterolaterales
Las arterias centrales posterolaterales son arterias que se originan en la porción postcomunicante de la arteria cerebral posterior.
No presentan ramas.

## Distribución
Irrigan el pedúnculo cerebral, parte posterior del tálamo, colículos inferior y superior y cuerpos geniculados lateral, externo o pineal y medial o interno.